# Isoetes ramboi
Isoetes ramboi là một loài dương xỉ trong họ Isoetaceae. Loài này được Herter mô tả khoa học đầu tiên năm 1949.